# Hans Speidel
Hans Speidel (Metzingen, Baden-Wurtemberg, 28 de octubre de 1897-Bad Honnef, Renania del Norte-Westfalia, 28 de noviembre de 1984) fue un general alemán en servicio durante la Segunda Guerra Mundial y la Guerra Fría, que sirvió como comandante supremo de las Fuerzas Terrestres de la OTAN en Europa central desde 1957 hasta 1963.
Speidel se desempeñó como teniente general y jefe de gabinete del mariscal de campo Erwin Rommel durante la Segunda Guerra Mundial. Speidel era un conservador nacionalista que estaba de acuerdo con los aspectos territoriales de las políticas del régimen nazi, pero no estaba de acuerdo con sus políticas raciales. Esto lo llevó a participar en la conspiración del 20 de julio de 1944 para asesinar a Hitler, después de lo cual fue encarcelado por la Gestapo. Al final de la guerra, escapó de la prisión nazi y se escondió.
Durante la Guerra Fría inicial, Speidel surgió como una de las principales figuras militares alemanas, y jugó un papel clave en el rearme de Alemania Occidental y su integración en la OTAN. Por lo tanto, es considerado como uno de los fundadores de la Bundeswehr. Fue el primer oficial en ser promovido a general completo en Alemania Occidental y sirvió como comandante supremo de las Fuerzas Terrestres de la OTAN en Europa central desde 1957 hasta 1963, con sede en el Palacio de Fontainebleau, en París. Speidel también fue un historiador por formación y escribió varios libros. Recibió la Gran Cruz con Estrella y Faja de la Orden del Mérito de la República Federal de Alemania en 1963. Fue el padre del general de brigada Hans Helmut Speidel y el suegro del comisario europeo y político liberal Guido Brunner.

## Carrera temprana
Speidel nació en Metzingen. Se unió al ejército alemán en 1914 al estallar la Primera Guerra Mundial y rápidamente fue ascendido a segundo teniente. Durante la guerra fue comandante de una compañía en la batalla del Somme y ayudante. Permaneció en el ejército alemán durante el período de entreguerras y también estudió Historia y Economía en diferentes universidades. En 1926 recibió el grado de doctor en Historia con la calificación de magna cum laude.

## Segunda Guerra Mundial
Speidel participó en la batalla de Francia y en agosto se convirtió en jefe de Estado Mayor del comandante militar en Francia. En 1942, Speidel fue enviado al frente oriental, donde se desempeñó como jefe de Estado Mayor del 5.º Cuerpo del Ejército, y como jefe de Estado Mayor del 8.º Ejército en 1943, donde fue ascendido a mayor general. En abril de 1944, Speidel fue nombrado jefe de Estado Mayor del mariscal de campo Erwin Rommel, comandante en jefe del Grupo de Ejércitos B, destinado en la costa atlántica francesa. Cuando Rommel fue herido, Speidel continuó como jefe de Estado Mayor del nuevo comandante del Grupo de Ejércitos B, el mariscal de campo Günther von Kluge.
El 26 de agosto de 1944, Speidel contestó el teléfono cuando Alfred Jodl, el jefe de personal del OKW, llamó al mariscal de campo Walter Model, comandante en jefe del frente occidental, con la orden de Hitler de comenzar a bombardear París inmediatamente con cohetes V1 y V2. Model no estaba. Según su propio testimonio, Speidel nunca le pasó la orden a su superior.
Speidel describió con exactitud en el libro Invasión 1944 la visión alemana del desembarco de Normandía.
Además, participó en la planificación del atentado del 20 de julio de 1944 para matar a Hitler, cuyo fracaso provocó su arresto por la Gestapo.

## Guerra Fría
En 1950 Speidel fue uno de los autores del memorándum Himmerod, que abordó el tema del rearme (Wiederbewaffnung) de la República Federal de Alemania después de la Segunda Guerra Mundial. Como importante asesor militar del gobierno de Konrad Adenauer, jugó un papel decisivo en la creación de la Bundeswehr y más tarde, como general de cuatro estrellas (el primero en obtener este rango en la Bundeswehr, junto con Adolf Heusinger), supervisó la integración fluida de la Bundeswehr en la OTAN.
Según un artículo publicado en Der Spiegel, que cita documentos publicados por el Bundesnachrichtendienst en 2014, Speidel puede haber sido parte del Schnez-Truppe, un ejército secreto ilegal que los veteranos de la Wehrmacht y las Waffen-SS establecieron desde 1949 en Alemania.
Después de la guerra, Speidel sirvió durante algún tiempo como profesor de Historia Moderna en Tubinga y en 1950 publicó su libro Invasión 1944: Rommel y la campaña de Normandía, antes de involucrarse tanto en el desarrollo como en la creación del nuevo ejército alemán (Bundeswehr), al que se unió y donde alcanzó el rango de general de la OTAN. Posteriormente fue nombrado comandante supremo de las Fuerzas Terrestres aliadas de la OTAN en Europa central en abril de 1957, un rango que mantuvo hasta su retiro en septiembre de 1963. Su sede se encontraba en el Palacio de Fontainebleau en París.
En 1960 Speidel tomó medidas legales contra un estudio de cine de Alemania Oriental, que lo retrató como de haber estado enterado de los asesinatos del rey Alejandro i de Yugoslavia y del ministro de Asuntos Exteriores francés Louis Barthou en 1934, así como de haber traicionado al mariscal de campo Erwin Rommel ante los nazis tras la conspiración del 20 de julio de 1944. Reclamó con éxito daños y perjuicios por difamación. Hans Speidel murió en 1984 en Bad Honnef (Renania del Norte-Westfalia) a los 87 años.